# Henriette Vogel
Adolphine Sophie Henriette Vogel, roz. Adolphine Sophie Henriette Keber, (9. května 1780 v Berlíně – 21. listopadu 1811 u jezera Kleiner Wannsee) byla blízkou přítelkyní básníka a autora Heinricha von Kleist. Pravděpodobně vlivem těžké nemoci se rozhodla dobrovolně ukončit svůj život a 21. listopadu 1811 spáchala spolu s Heinrichem von Kleist sebevraždu.

## Život
Henriette Vogel se narodila roku 1780 v Berlíně do rodiny obchodníka Carla Adolpha Keber a jeho ženy Caroline-Marie Tugendreich. V devatenácti letech (1799) se provdala za Friedricha Ludwiga Vogel. Porodila čtyři děti, avšak tři z nich v raném dětství zemřely. Dospělosti se dožila pouze dcera Ida Pauline. Vogel se celý život vyznačovala nadáním pro hudbu, zejména pro zpěv a hru na klavír, zajímala se o výtvarné umění a literaturu, ale například i o otázky vojenské taktiky. Podle některých zdrojů se od Heinricha von Kleist učila i šermovat.

## Nemoc
Kolem roku 1808 bylo Henriette Vogel diagnostikováno nevyléčitelné onemocnění. Dobové záznamy hovoří o rakovině dělohy. Lékař Johann Benjamin Erhard v roce 1811 pár dní po její smrti napsal, že jej Vogel před třemi lety požádala o konzultaci stran své nemoci, kterou pokládala za velmi vážnou. Johann Erhard však spolu s lékařem Ludwigem Johannem Friedrichem Froriep (v té době uznávaným gynekologem a porodníkem) usoudil, že její stav není natolik závažný, předepsal jí léky a považoval záležitost za vyřízenou. Pitva však následně prokázala, že Vogel skutečně značně pokročilým stádiem rakoviny dělohy trpěla.

## Vztah s Heinrichem von Kleist
Henriette Vogel se s básníkem a dramatikem Heinrichem Kleist setkala poprvé roku 1809, kdy von Kleist přebýval v Berlíně. Zpočátku se stýkali jen zřídka v okruhu společných známých, avšak v posledním roce jejich života došlo k velkému sblížení. Heinrich von Kleist byl celoživotně posedlý představou společné sebevraždy. Z jejích dopisů vyplývá, že v té době již těžce nemocná Vogel sama uvažovala o dobrovolném ukončení života. Poslední stádium její choroby by s největší pravděpodobností doprovázely kruté bolesti, které nechtěla podstupovat. Rozhodla se tedy, že s pomocí Heinricha von Kleist, který sám dlouhodobě trpěl těžkými psychickými problémy, ukončí svůj život.
Ačkoli bývá Henriette Vogel často označována jako milenka Heinricha von Kleist, neexistují ve skutečnosti přímé důkazy o tom, že by spolu milostný vztah měli. Způsob, jakým o ní Heinrich von Kleist píše ve svých dopisech, nasvědčuje naopak  o hlubokém emočním a intelektuálním poutu, které však nikdy nepřešlo do tělesné roviny.

## Poslední večer a smrt
20. listopadu 1811 přijeli Henriette Vogel a Heinrich von Kleist do Postupimi. Ubytovali se v hostinci Neuer Krug poblíž jezera Kleiner Wannsee, kde zamluvili i pokoj pro své blízké, kteří měli přijet druhého dne. O jejich posledních chvílích podali pečlivé svědectví především hostinský Johann Friedrich Stimming, jeho žena Friederike, sluha Johann Riebisch a jeho žena Dorothee. Henrietta Vogel a Heinrich von Kleist strávili celou noc psaním dopisů na rozloučenou, urovnáváním svých osobních záležitostí, pitím kávy, vína a rumu a společným hovorem. Z Henriettiných dopisů na rozloučenou se dochovaly dva – dopis jejímu manželovi a dopis příteli Peguilhen, který se měl po její smrti postarat o veškeré záležitosti. Jak její, tak Heinrichu von Kleist dopisy obsahují detailní a pečlivé popisy všech úkonů, které je třeba po jejich odchodu vykonat. Listy byly odeslány druhého dne ráno ještě před jejich smrtí.
„Nemohu už déle snášet život, neboť mi železnými okovy svírá srdce – říkej tomu nemoc nebo slabost nebo jak chceš, sama nevím. Vím jen, že svou smrt vnímám jako to největší štěstí. […] Kéž bych mohla vás všechny, které miluji, vzít s sebou, kéž byste také co nejdříve vstoupili do onoho věčného nádherného spolku, pak by mi nezbylo co víc si přát. Kleist, který mi ve smrti bude stejně věrným společníkem, jakým mi byl za života, se postará o můj odchod, a pak se sám zastřelí.“

-  	Z dopisu Henriette Vogel jejímu manželovi
Pozoruhodné jsou rovněž dva dopisy, které si Henrietta Vogel a Heinrich von Kleist napsali sobě navzájem. V obou případech se jedná o dlouhý sled láskyplných oslovení:
„Můj Heinrichu, můj sladce znějící, moje lůžko z hyacintů, moje moře radosti, můj úsvite a soumraku, moje Liparská harfo, moje roso, můj mírový oblouku, mé dítě na klíně, moje nejdražší srdce, moje radosti v utrpení, moje znovuzrození, moje svobodo, mé pouto, můj šabate, můj zlatý poháre, můj vzduchu, moje teplo, moje myšlenko, můj drahý hříšníku, moje splněná touho na tomto i onom světě, mé světlo, má nejsladší péče, moje nejkrásnější ctnosti, moje pýcho, můj ochránče, mé svědomí, můj lese, moje slávo, můj meči a má přilbo, moje štědrosti, moje pravice, můj ráji, moje slzo, můj žebříku do nebe […] moje trnová koruno, mých tisíc zázraků, můj učiteli a můj studente, miluji tě nade vše, co si lze myslet a představit.
Máš mít mou duši.
Henriette“

-	Z dopisu Henriette Vogel Heinrichu von Kleist
Druhého dne, 21. 11. 1811, se Henrietta Vogel s Heinrichem von Kleist vydali k jezeru. Podle slov hostinského byli ve výtečné náladě, vtipkovali a smáli se. Požádali služku a jejího manžela, aby jim na druhý břeh jezera donesli stůl, židle a kávu. U jezera kávu vypili, dál žertovali, podle služky působili radostně jako děti. Krátce poté, co je opustila, uslyšela výstřel, za několik okamžiků druhý. Prvním výstřelem střelil Heinrich von Kleist Henriette Vogel pod levé prso, druhým zastřelil sebe.

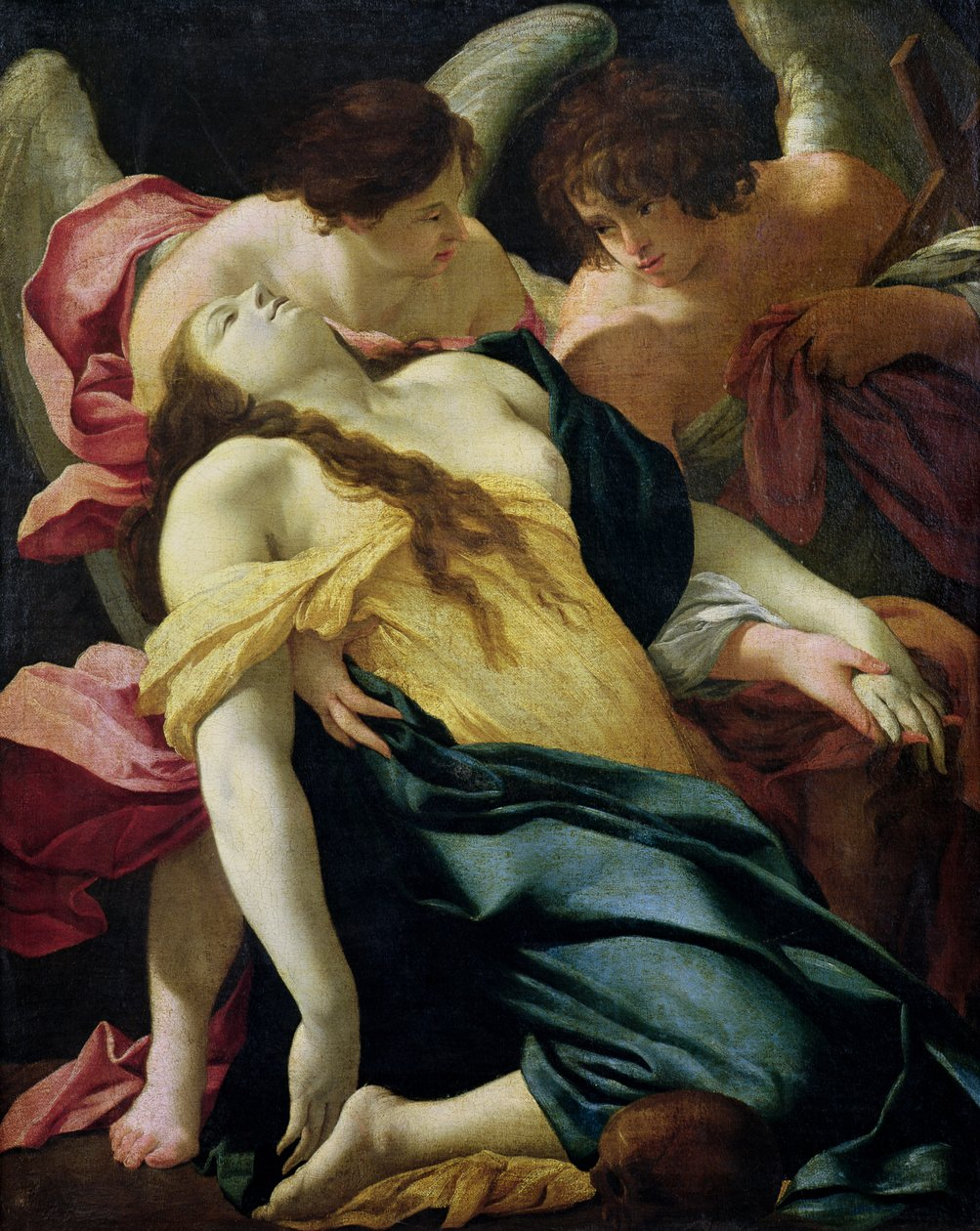
Obraz Máří Magdalény v náruči andělů. Tímto obrazem byl Heinrich von Kleist inspirován a naplánoval svoji sebevraždu s Henriette Vogel tak, aby jejich těla byla nalezena v podobné poloze

Jejich těla byla objevena krátce nato sluhou Riebischem. Henrietta Vogel ležela na zádech v malé prohlubni, nohy skrčené v kleku, jako by s výstřelem padla na záda. Heinrich von Kleist rovněž klečel, avšak jeho tělo přepadlo dopředu, hlavou se opíral o zem vedle Henriette. Toto rozložení pravděpodobně nebylo náhodné. Heinricha von Kleist od mládí fascinoval obraz Simona Vouet zobrazující umírající Máří Magdalénu. Světice na obraze spočívá v náručí andělů v pozici naprosté odevzdanosti, její nohy však dosud spočívají v mírném kleku na zemi. V podobné poloze se nacházelo i tělo Henriette Vogel.

## Po smrti
Po smrti bylo tělo Henriette Vogel podrobeno pitvě. Ta ukázala, že Vogel skutečně trpěla rakovinou dělohy, a to ve velmi pokročilém stádiu:
„[…] Poté jsme otevřeli dutinu břišní. Střeva a další orgány se nacházely v normálním stavu.
Při prohlídce těch částí, které se týkaly především dutiny břišní, jsme zjistili, že zejména děloha je v celé své struktuře natolik nepřirozeně ztvrdlá, že se zde patrně jedná o okultní rakovinu. Toto ztvrdnutí mělo téměř chrupavkovitou konzistenci, kterou bylo možné proříznout pouze ostrým skalpelem za použití nejsilnějšího tlaku. Z dělohy vytekla hnisavá tekutina. […]“

-   	Z pitevní zprávy Henriette Vogel

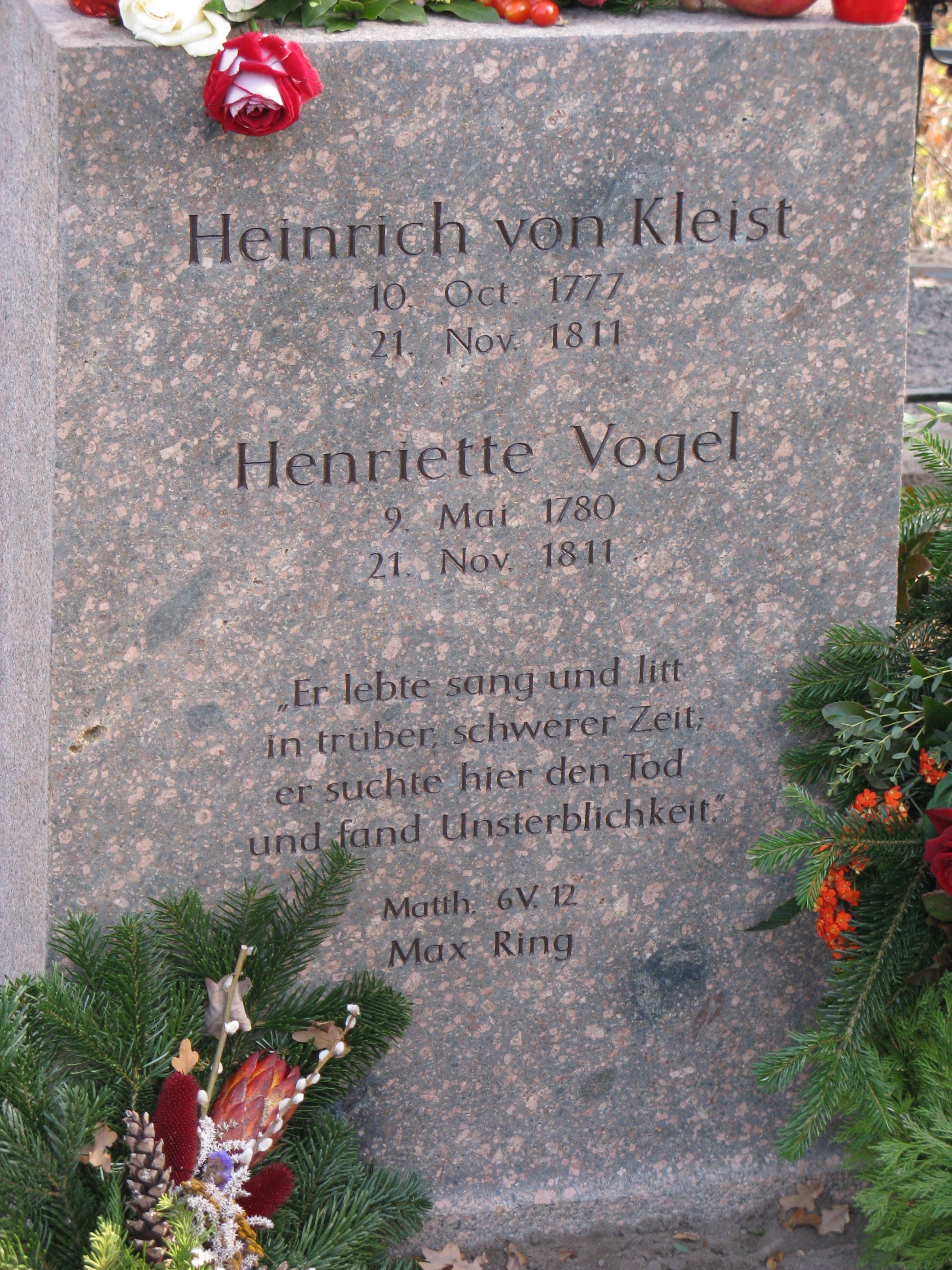
Společný hrob Heinricha von Kleist a Henriette Vogel

Henriette Vogel je pohřbena spolu s Heinrichem von Kleist ve společném hrobě u jezera Kleiner Wannsee.